# CMA CGM Andromeda

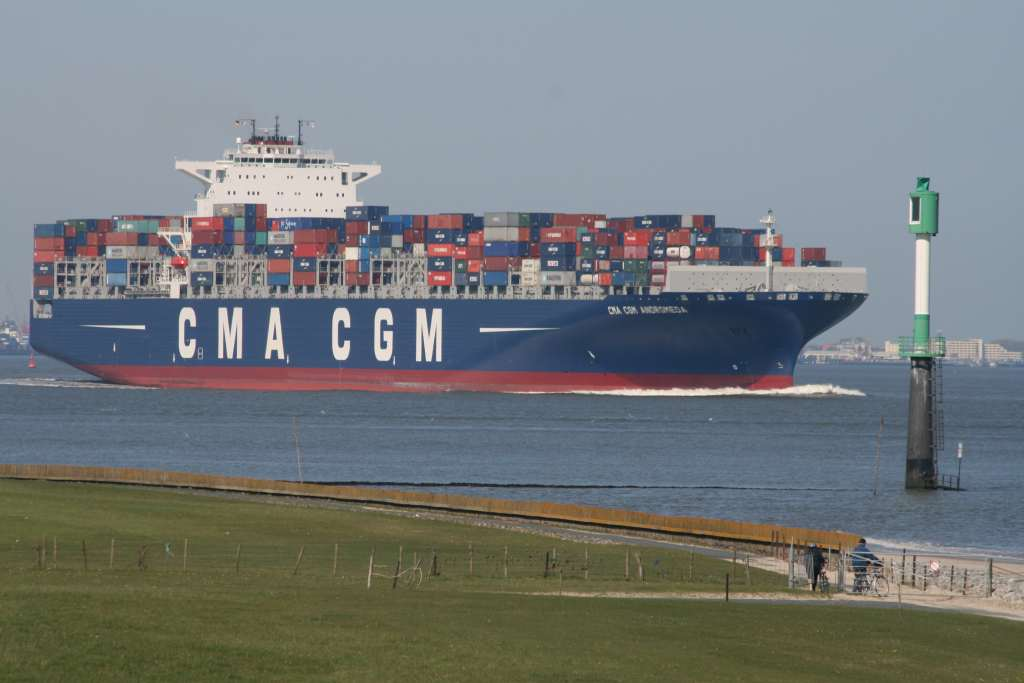
le CMA CGM Andromeda sur l'Elbe.

Le CMA CGM Andromeda, navire porte-conteneurs de 11 400 EVP du groupe français CMA CGM, a été livré le 18 mars 2009 en Corée du Sud par Hyundai. Son port d'attache a été Londres puis Malte à partir de 2009 . 

## Caractéristiques
- Une capacité de 11 400 EVP [2]
- 363 mètres de long
- 45 mètres de large
- 15,5 mètres de tirant d’eau
- Une vitesse maximum de 24,7 nœuds
- 800 prises Reefer (pour conteneurs réfrigérés)
- Pavillon du Royaume-Uni

## Environnement
Voici ce que déclare la CMA, il convient de préciser que ces techniques permettent également de réduire les coûts :
Lutter contre le changement climatique
Le CMA CGM Andromeda comporte de nombreuses techniques environnementales pour lutter contre le réchauffement climatique et limiter son empreinte environnementale. 
- Un moteur à injection électronique qui permet de réduire de manière significative la consommation de carburant (-3 % en moyenne) et la consommation d’huile (-25 %).
- Un safran suspendu à bords orientés qui permet d’optimiser le flux d’eau et de réduire significativement la dépense énergétique et les rejets de CO2 dans l’atmosphère.

Préserver l’environnement marin
Le CMA CGM Andromeda est équipé :
- d’une cuve de décantation supplémentaire. Des réservoirs additionnels permettent de traiter les eaux de cale et de machine et les eaux grises. L’équipement de pont est entièrement électrique pour éviter toute fuite de liquide hydraulique ;
- du Fast Oil Recovery System. Cette technique de gestion de la pollution a été mise en place pour la 1re fois au monde, sur ce navire. Ce système permet de récupérer rapidement les hydrocarbures situés dans la soute sans avoir à percer la coque ;
- d'un compacteur multi-chambres qui permet la pratique du tri sélectif de tous les déchets. le groupe CMA CGM a donc supprimé tous les incinérateurs à bord, au profit d’équipements de gestion des déchets.

## Source
1. ↑   « CMA CGM ANDROMEDA Container Ship, IMO 9410727 », Vesselfinder
2. ↑  CMA CGM